# 桃瀬ツカサ
桃瀬 ツカサ（ももせ ツカサ、1984年3月10日 - ）は、日本で活動していたタレント、女優。活動当時はケイダッシュに所属していた。
過去には小塚 つかさ（こづか つかさ）の名でタレント活動をしていたが、2009年11月7日をもって桃瀬 ツカサと改名。以後は女優としての活動が主になる。
栃木県宇都宮市出身。身長167センチメートル。血液型O型。

## 出演

### テレビ番組
- ものまねバトル☆CLUB（日本テレビ）
- 5分で解けるトリックストーリー（2004年、TBS）
- 深夜の星 超仮説Xリーグ（2004年、TBS）
- フェリーチェ（BS-i）
- 海においでよ!（2005年 - 2006年、テレビ愛知） - 準レギュラー
- ポシュレアミーゴ 通販BATTLE（2005年、日本テレビ）
- 全力坂（2006年、テレビ朝日）
- 王様のブランチ（2007年 - 2008年、TBS） - ブランチリポーター
- 人生が変わる1分間の深イイ話（日本テレビ）

### テレビドラマ
- ほんとにあった怖い話「真夜中の招待状」（2005年、フジテレビ） - 有働さやか 役[4]
- ヤ・ク・ソ・ク（2005年、毎日放送）
- 花より男子2（2007年、TBS）
- ハケンの品格（2007年、日本テレビ）
- たったひとりの反乱「“食品偽装”を告発した男」（2009年、NHK）[1]
- 君たちに明日はない 最終話（2010年、NHK）[5]
- 下流の宴 第1話「息子のオンナ」（2011年、NHK）[5] - 女子大生 役

### CM・広告
- 日本マクドナルド
- ONIX（2005年、オートコミュニケーションズ）
- 大豆ノススメ（2005年、日本コカ・コーラ）
- フレッツ光（NTT東日本）
- ミンティア（アサヒフードアンドヘルスケア）
- ブラックブラックガム（2006年、ロッテ）
- コロリンパ（2006年、ハドソン）

### 舞台
- イタズラなKiss〜卒業編〜（2009年、博品館劇場） - 藤田美雪 役
- しゅうくりー夢 Vol.48 異説 卒塔婆丸綺談（2010年、恵比寿・エコー劇場） - 真乃 役
- SAKURA（2011年、エアースタジオ） - 飯倉豊 役
- 東京俳優市場 2011年春公演（2011年、笹塚ファクトリー）
- Smoke Company #1 夏の終わりに（2011年、笹塚ファクトリー）

### ビデオソフト
- 放課後クラブ（2012年、MAXエボリューション/晋遊舎、規格：DVD）

## スチールモデル

### 雑誌
- TOKYO★1週間（講談社）
- B.L.T.（東京ニュース通信社）
- ザテレビジョン（角川書店）
- ゼクシィ（リクルート）
- CIRCUS MAX（2010年、KKベストセラーズ） - 特集「TVで気になるあの再現VTR女優」[6]

### ウェブサイト
- グラムハート Glam20（2010年・2011年、グラムメディア・ジャパン） - 「G-Girl Style[6]」「メイクレシピ」担当